# Agrowoltaika

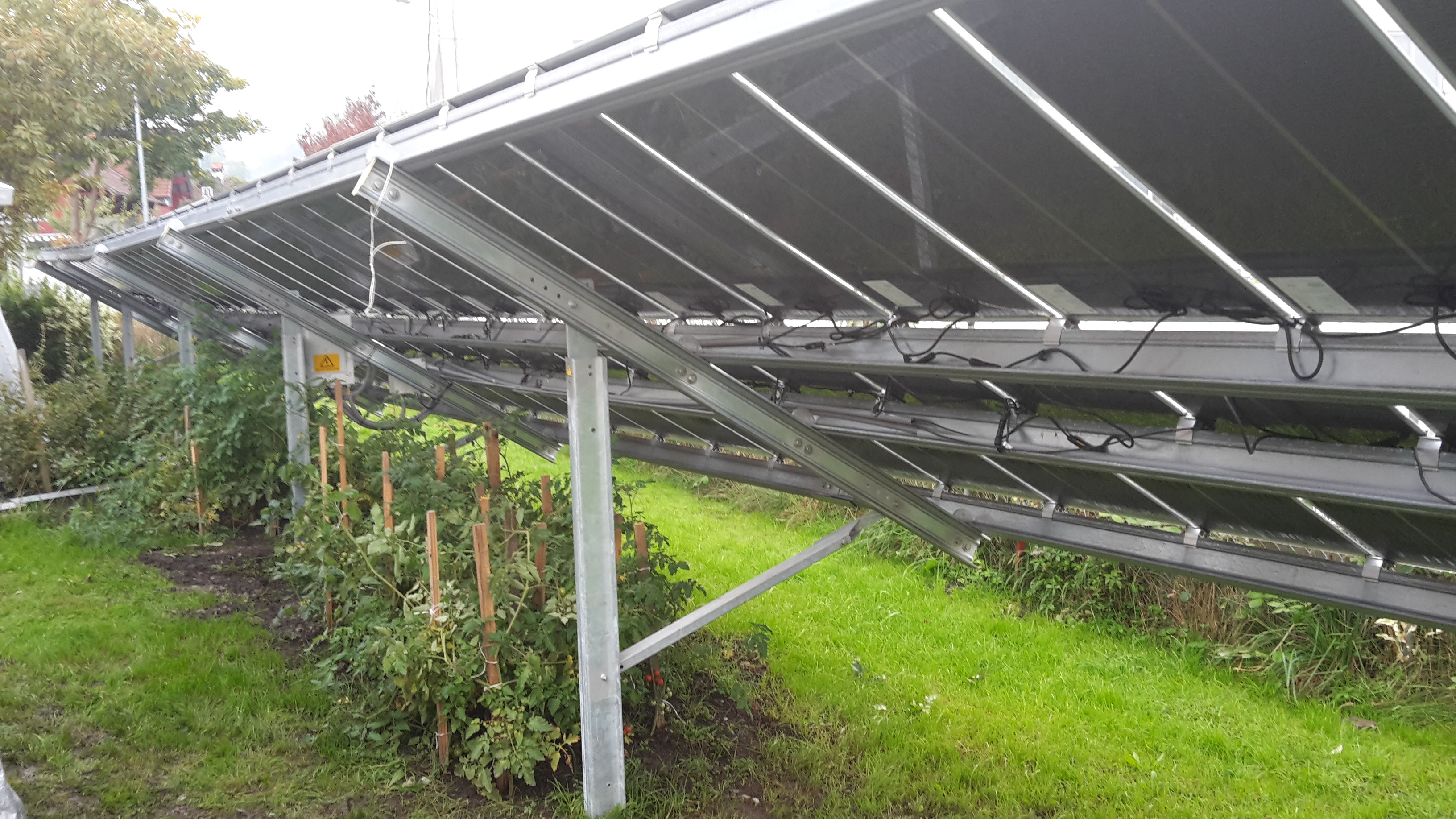
Uprawa pomidorów, pod panelami fotowoltaicznymi

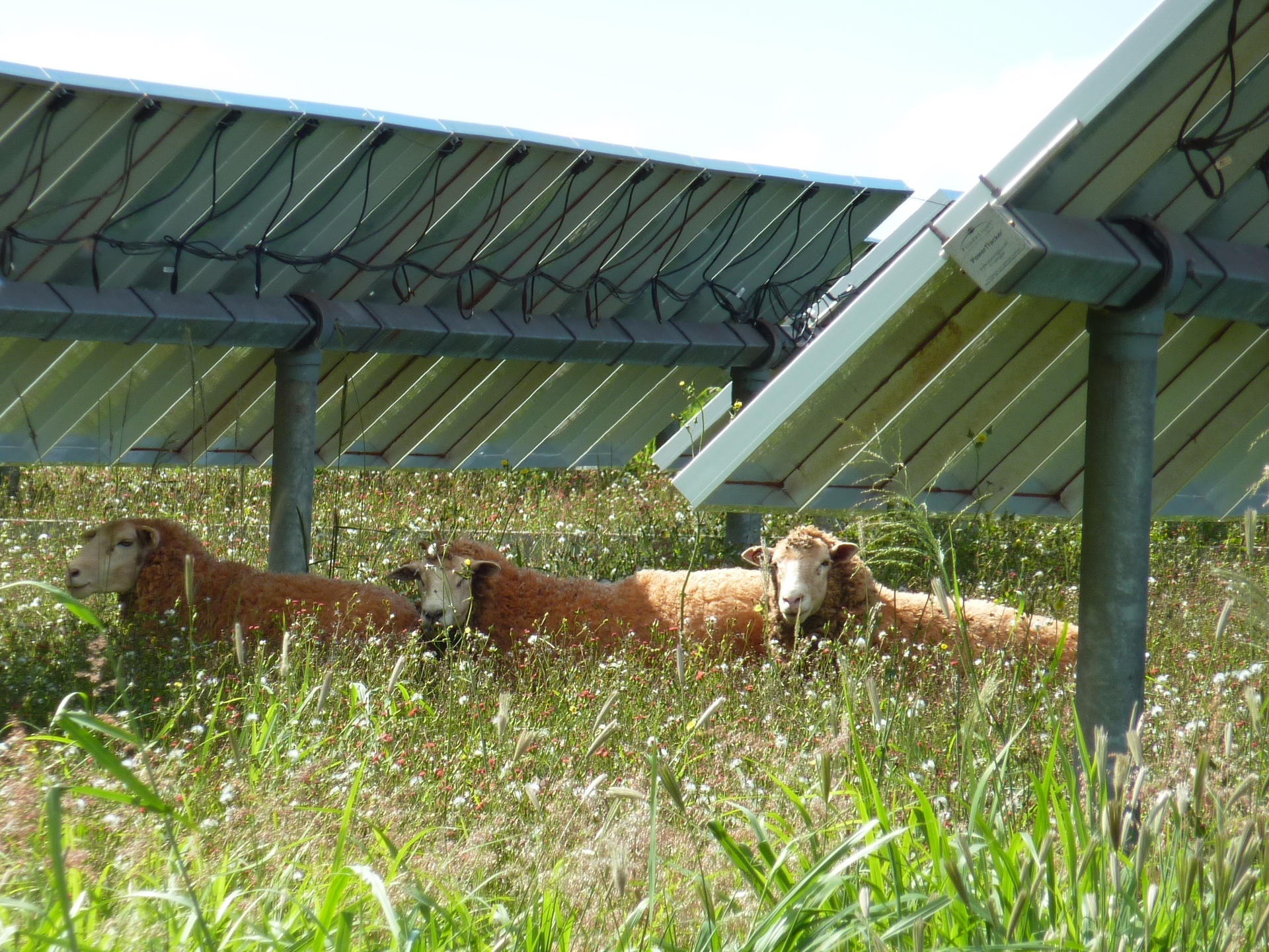
Farmy agrofotowoltaiczne budowane na terenach wiejskich pozwalają na wykorzystanie zajętych terenów dla celów produkcji rolnej. Można na terenie instalacji PV np. prowadzić hodowlę owiec.

Agrowoltaika (AV, z ang. agrivoltaic) lub też agrofotowoltaika (agro PV, APV, z ang. agrophotovoltaics) – koncepcja jednoczesnego wykorzystania ziemi pod uprawy rolne i do produkcji energii elektrycznej. Te same obszary ziemi są wykorzystywane jednocześnie do produkcji energii elektrycznej i hodowli żywności. Energetyka słoneczna i rolnictwo mają ogromny potencjał do współpracy w celu zapewnienia bezpieczeństwa żywnościowego i niezawodnej energii. Symbioza rolnictwa i wytwarzania energii elektrycznej z odnawialnych źródeł energii zapewnia wzrost bezpieczeństwa energetycznego. Agrofotowoltaika jest dla gospodarstw rolnych dodatkową możliwością poprawy wyników ekonomicznych oraz zasilenia go własną energią elektryczną. Producenci maszyn rolniczych Fendt i John Deere wprowadzili pierwsze ciągniki w pełni zasilane elektrycznie.

## Historia
Autorami koncepcji byli: niemiecki fizyk Adolf Goetzberger, pionier sektora energetyki słonecznej i założyciel niemieckiego instytutu Fraunhofer ISE oraz naukowiec Armin Zastrow. W 1981 roku przedstawili rozwiązanie, które umożliwia lepsze wykorzystanie i zagospodarowania terenu.